# Hlib Sahorij
Hlib Wolodymyrowytsch Sahorij (ukrainisch Гліб Володимирович Загорій/ russisch Глеб Владимирович Загорий Gleb Wladimirowitsch Sagori; * 21. August 1976) ist ein ukrainischer Politiker, Pharmazeut und Mäzen. Er ist Abgeordneter der Werchowna Rada der Ukraine der VIII. Legislaturperiode.

## Ausbildung
1998 erlangte Hlib Sahorij die MIBA-Qualifikation an der Staatlichen Wirtschaftsuniversität Kiew im Fachbereich „Weltwirtschaft“. 2000 erwarb er die Qualifikation des Verfahrensingenieurs an der Nationalen pharmazeutischen Akademie der Ukraine (heute die Nationale Pharmauniversität) auf dem Fachgebiet „Technologie pharmazeutischer Präparate“. 2004 absolvierte er das Promotionsstudium im Fach „Technologie der Arzneimittel und die Organisation des Pharmazeutikwesens“ und hielt seine Defensio zum Thema „Entwicklung der Zusammensetzung und des Fertigungsverfahrens einer milden Heilmittelform für Behandlung von Thrombophlebitis“ mit abschließender Zuerkennung der Promotionsurkunde als Doktor der Pharmazie. Seit 2006 ist Sahorij Assistenzprofessor am Lehrstuhl der Pharmaindustrie der Nationalen Universität für Technologie und Design in Kiew. Seit 2012 ist er dort Dozent am Lehrstuhl der Pharmaindustrie.
Seit 2012 ist Sahorij Dozent am Lehrstuhl für Organisation und Ökonomie der Pharmazie an der Nationalen medizinischen Platon-Schupik-Akademie für postgraduales Studium.
2014 erfolgte seine Verteidigung der Habilitationsarbeit zum Thema „Methodologische Begründung der Strategie und Taktik von Systemmaßgaben zur Optimierung und effektiven Entwicklung der einheimischen Arzneimittelproduktion“ mit Erlangung des akademischen Grades Doktor der Pharmazie habil für den Fachbereich „Technologie der Arzneimittel, Organisation des Pharmazeutikwesens und Gerichtspharmazie“.

## Berufstätigkeit
Sein Erwerbsleben begann Sahorij 1997 während seiner Studienzeit als Abteilungsleiter für Marketingforschung und Logistik in der GAG (geschlossene Aktiengesellschaft) „Pharmazeutische Firma Darnitza“. Von 2001 bis 2009 war er dort in der Position des Chef-Koordinators für Fragen der allgemeinen Betriebspolitik und der Strategie tätig; von 2009 bis 2014 bekleidete er den Posten des Generaldirektors. 
Sahorij ist Befürworter der Entlehnung der EU-Standards für die Qualität der Arzneimittel. In einem Interview für die Fachausgabe „Pharmazeutik-Kurier“ hob Hlib Sahorij insbesondere hervor: „Die Produktion von harmlosen und effektiven Qualitätsarzneien ist keine Überlegenheit im Konkurrenzkampf mehr, sondern unsere erstrangige Pflicht“. Er ist konsequenter Unterstützer einheimischer Warenproduzenten.

## Politische Tätigkeit
2014 erfolgte die Wahl Sahorijs zum Volksabgeordneten der Ukraine im gesamtstaatlichen Mehrmandatswahlkreis nach den Wahllisten des „Block Petro Poroschenko“ (unter Nr. 52 in der Wahlliste). Er war Mitglied des Parlamentsausschusses für Angelegenheiten der Veteranen und Behinderten.

## Wichtigste Errungenschaften während der Kadenz
Von der Werchowna Rada, dem Parlament der Ukraine, wurden nachstehende Gesetze gebilligt, deren Verfasser Hlib Sahorij ist:
Das Gesetz der Ukraine „Über Eintragung der Änderungen ins Gesetz der Ukraine „Über den Status der Kriegsveteranen und Garantien ihres sozialen Schutzes“ Bezug nehmend auf den Status von Personen, die die Unabhängigkeit, die Souveränität und territoriale Integrität der Ukraine verteidigten“ Nr. 291-VIII. Das angenommene Gesetz erweitert den Personenkreis derjenigen, die von nun an berechtigt sind, den Status des Teilnehmers der Kriegshandlungen, des Kriegsteilnehmers und des Kriegsversehrten zuerkannt zu bekommen. Erstmals können bestimmte Kategorien von Freiwilligen und Volontären das Recht auf den Status des Teilnehmers der Kriegshandlungen und entsprechende Vergünstigungen neben den anderen Militärangehörigen erhalten. Darüber hinaus können jetzt die im Laufe der ATO versehrten Volontäre den Status des Kriegsinvaliden bekommen.
Das Gesetz der Ukraine „Über Eintragung der Änderung in den Artikel 18 des Gesetzes der Ukraine ‚Über soziale Staatshilfe den Invaliden vom Kindesalter an und behinderten Kindern‘ hinsichtlich der Festlegung der Zuschüsse den Invaliden der I. Invaliditätskategorie der Subkategorie A“ Nr. 495-VIII. Das Gesetz dient der Wiederherstellung der sozialen Gerechtigkeit bei der sozialen Hilfeleistung den Invaliden vom Kindesalter an der I. Invaliditätskategorie der Subkategorie A. Sie bekommen nun Zuschüsse in der Höhe, die sie bis zum 18. Lebensjahr erhalten hatten.
Das Gesetz der Ukraine „Über Eintragung der Änderungen ins Steuergesetzbuch der Ukraine hinsichtlich der Freisetzung von Besteuerung einiger Arzneimittel und medizinischer Erzeugnisse“ Nr. 332-VIII. Das erwähnte Gesetz sichert die Sparung der Mittel des Staatsbudgets bei der Abwicklung der Beschaffungen der Medikamente durch das Ministerium für den Gesundheitsschutz über spezialisierte internationale Organisationen zwecks der kostenlosen Versorgung der Patienten mit lebensnotwendigen Arzneimitteln.
Das Gesetz der Ukraine „Über Eintragung der Änderung in den Artikel 10-1 des Gesetzes der Ukraine ‚Über den sozialen und rechtlichen Schutz der Militärangehörigen und ihrer Familienmitglieder‘“ (bezüglich der Urlaubszeit der Militärs) Nr. 448-VIII. Das angenommene Gesetz vervollkommnet die Urlaubsordnung für Militärangehörige unter den Bedingungen der Ausnahmezeit (ATO): von den nicht genützten Urlaubstagen kann man nun im darauffolgenden Kalenderjahr auf die Dauer bis zu 90 Kalendertagen Gebrauch machen.
Das Gesetz der Ukraine Nr. 653-VIII „Über Eintragung der Änderungen in den Artikel 164 des Steuergesetzbuches der Ukraine hinsichtlich der Freisetzung von Besteuerung der Renten der Kriegsinvaliden und anderer Kategorien von Personen“. Die angenommene Neuerung setzt die Renten der Teilnehmer der Kriegshandlungen in der Zeitperiode des Zweiten Weltkrieges, Kriegsinvaliden und Familienmitglieder der Gefallenen von der Besteuerung frei.
Das Gesetz der Ukraine Nr. 715-VIII „Über Eintragung der Änderungen in den Artikel 10 des Gesetzes der Ukraine ‚Über den Status der Kriegsveteranen und Garantien ihres sozialen Schutzes‘“ zur Stärkung des sozialen Schutzes der Familienmitglieder der Himmelshundertschaft.
Das Gesetz der Ukraine Nr. № 677-VIII „Über Eintragung der Änderungen in den Artikel 36 des Gesetzes der Ukraine ‚Über verbindliche staatliche Rentenversicherung‘“ hinsichtlich der Rentenfestlegung im Zusammenhang mit der Verlust des Ernährers den Familienmitgliedern der Personen, die während der Revolution der Würde durch Verwundung, Schädigung oder Kontusion ums Leben gekommen sind.
Das Gesetz der Ukraine Nr. № 804-VIII „Über Eintragung der Änderungen in den Artikel 36 des Gesetzes der Ukraine ‚Über verbindliche staatliche Rentenversicherung‘“ hinsichtlich der Rentenfestlegung im Zusammenhang mit der Verlust des Ernährers den Familienmitgliedern der Personen, die während der Revolution der Würde durch Verwundung, Schädigung oder Kontusion ums Leben gekommen sind. Das Gesetz regelt die Verfahrensweise der Rentenfestlegung im Zusammenhang mit der Verlust des Ernährers den Familienmitgliedern der Personen, die während der Revolution der Würde gefallen (gestorben) sind.
Das Gesetz der Ukraine „Über Eintragung der Änderungen in einige gesetzgebende Akten der Ukraine“ (hinsichtlich der Sicherstellung eines rechtzeitigen Zugangs der Patienten an notwendige Arzneimittel und medizinische Erzeugnisse durch die Verwirklichung der Staatsaufkäufe mit Einbindung spezialisierter Organisationen, die relevante Einkäufe durchführen) Nr. 269-VIII.
Das Gesetz der Ukraine „Über Eintragung der Änderungen ins Gesetz der Ukraine „Über den Status der Kriegsveteranen und Garantien ihres sozialen Schutzes“ bezüglich einer einmaligen Geldzuwendung den Volontären und Freiwilligen, die die Unabhängigkeit, die Souveränität und territoriale Integrität der Ukraine verteidigen sowie den Familienmitgliedern der Gefallenen“ Nr. 735-VIII. Laut Gesetz, Freiwillige und Volontäre, die während ihrer unmittelbaren Teilnahme an der Antiterroroperation, infolge der Verwundung, Schädigung oder Kontusion Invaliden geworden sind, und im Falle des Todes – ihre Familienmitglieder erhalten eine einmalige Geldzuwendung in der gleichen Höhe wie die an der ATO beteiligten Militärs.
Der Beschluss der Werkhowna Rada der Ukraine „Über die Sicherstellung einer gebührenden medizinischen Behandlung für Personen, denen während der Revolution der Würde Gesundheitsschäden zugefügt wurden“ Nr. 851-VIII. Den während der Revolution der Würde schwer oder mittelschwer verletzten Personen wird das Recht auf eine kostenlose medizinische Betreuung in der Klinik „Feofania“, Spitälern für Kriegsveteranen und militär-medizinischen Einrichtungen (Spitälern) gewährt.

## Gesetzesentwürfe
- Das Paket der Gesetzesentwürfe über humanitäre Hilfeleistung in den Krisensituationen. Gesetzesentwurf № 4360 „Über humanitäre Hilfeleistung in den Krisensituationen“;[11]
- Der Gesetzesentwurf Nr. 4361 „Über Eintragung der Änderungen ins Steuergesetzbuch der Ukraine hinsichtlich der humanitären Hilfeleistung in den Krisensituationen“;[12]
- Der Gesetzesentwurf Nr. 4362 „Über Eintragung der Änderungen ins Zollgesetzbuch der Ukraine hinsichtlich der humanitären Hilfeleistung in den Krisensituationen“;[13]
- Der Gesetzesentwurf Nr. 3467 „Über Eintragung der Änderungen ins Steuergesetzbuch der Ukraine (hinsichtlich der Schaffung günstiger Bedingungen für die Einführung karitativer Telekommunikationsmeldungen)“;[14]
- Der Gesetzesentwurf Nr. 4666 „Über die Gesellschaften mit begrenzter oder zusätzlicher Haftung“;[15]
- Der Resolutionsentwurf Nr. 4757 „Über die Namensvergabe Kazimir Malewitsch dem internationalen Flughafen ‚Boryspil‘“.[16]

Es wurden Treffen der Mitglieder des Parlamentsausschusses mit Vertretern des Koordinationsbüros für humanitäre Angelegenheiten der UNO in der Ukraine, im Ukrainischen Wohltäterforum, im internationalen Caritas-Fonds, in der Mission „Ärzte ohne Grenzen“, in der Ukrainischen Wohlfahrtsstiftung „Das Recht auf Verteidigung“, im Wohltätigkeitsfonds von Rinat Akhmetow „Die Entwicklung der Ukraine“, im Nationalen Rotes Kreuz Komitee, im Dänischen Rat für Angelegenheiten der Flüchtlinge, im Fonds von Yelena Frantschuk „AntiAids“, in der „Stiftung für die Entwicklung der Krim“ (das Projekt „Die Krim SOS“) durchgeführt.
Gemeinsam mit Gesellschaftsorganisationen wurden folgende Arbeitsgruppen gestiftet und sind jetzt in Funktion:
- Für die Regelung von Problemfragen der Rehabilitation (medizinische, soziale etc.) der Teilnehmer der Antiterroroperation und anderer Personen (beim Ausschuss). Die Liste der Mitglieder der Arbeitsgruppe[17]
- Für Fragen der Eintragung der Änderungen in die Gesetzgebung zwecks Regelung von Problemfragen, die mit der Übernahme, Vergabe, Dokumentierung, Verteilung und Kontrolle der zielgerechten Nutzung der humanitären Hilfe verbunden sind (beim Ausschuss)[18]
- Für Koordinierung der Arbeit bei der Erweisung der Volontär- bzw. Wohltätigkeitshilfe (beim Ministerium für Sozialpolitik der Ukraine).[19]

## Mäzenatentum
Auf einer Systemgrundlage befasst sich Hlib Sahorij gemeinsam mit seinem Vater Wladimir mit dem Mäzenatentum. Eines der Projekte in dieser Sphäre ist karitative Unterstützung seit 2002 der Theatergesellschaft „Beniuk-Hostikoiew“. In Kooperation mit der Gesellschaft wurden einige Theaterstücke kreiert unter persönlicher Teilnahme von Hlib Sahorij an der Weiterentwicklung einiger Vorführungsideen (das Stück „Über Mäuse und Leute“). En-suite-Spielbetrieb „Über Mäuse und Leute“ wurde zum Nationalen Taras-Schewtschenko-Preis nominiert. Zum ersten Mal in der Geschichte der Verleihung des Taras-Schewtschenko-Preises wurde damit 2006 der Kunstfreund Hlib Sahorij ausgezeichnet, obwohl er offiziell nur als Autor der Idee genannt worden war.
Nach Meinung von Hlib Sahorij, die Reduzierung der Aufwendungen der Zivilgesellschaft für Therapie, Rehabilitation und soziale Versorgung der Kranken ist unter der Bedingung der Investitionen in die Prophylaxe der Erkrankungen möglich. Gerade deshalb ist die Förderung der Projekte im Bereich des Gesundheitswesens zu einer der Richtungen der Wohltätigkeit geworden. 2006 unterstützte Hlib Sahorij den Wohlfahrtsabend „Der Strahl der Hoffnung“ mit Wladimir Spiwakow und seinem Kammerorchester „Virtuosen Moskaus“ für die Finanzierung der Hilfe für Menschen, die an Multipler Sklerose leiden.
Eine der Richtungen der Wohltätigkeit von Hlib Sahorij ist die Unterstützung der ukrainischen Filmkunst. Gemeinsam mit der Liga ukrainischer Mäzene wurde die Arbeit an der Schaffung des ersten ukrainischen hoch finanzierten Streifens „Der schwarze Rabe“ nach dem gleichnamigen Roman von Wassilij Schkljar in die Wege geleitet. Die Wahrnehmung der Entwicklung der pharmazeutischen Branche in Verbindung mit der Förderung der Heranbildung junger Fachkräfte wurde entscheidend bei der Wahl der weiteren Richtung der Wohltätigkeit von Hlib Sahorij und der pharmazeutischen Firma Danitza – die Unterstützung des Lehrvorgangs, Betriebs- und Studiumabschlusspraktikums in der fachorientierten Hochschuleinrichtung – Nationalen Pharmazeutischen Universität.
2015 wurde Hlib Sahorij als aktiver Mäzen in die Zusammensetzung des Rates für Fragen der Entwicklung des Nationalen Museumskomplexes für Kultur und Kunst „Mystetsky Arsenal“ eingeschlossen. Seit 2014 überweist Hlib Sahorij sein Gehalt des Volksabgeordneten auf das Konto der Ukrainischen katholischen Universität für Bedürfnisse des Lehrvorgangs und seit 2015 in den internationalen Wohltätigkeitsfonds „Tabletochki“.
2015 wurde der karitative Fonds der Familie Sahorij (Фонд семьи Загорий) geschaffen. Die Tätigkeit des Fonds ist hauptsächlich auf die Realisierung der Systemprojekte im Gesundheitswesen und bei der Aufrechterhaltung kultureller und geistiger Werte des Landes gerichtet.
Anfang 2015 stifteten der Fonds der Familie Sahorij und die pharmazeutische Firma Darnitza je zwei Jahresstipendien für Unterstützung begabter Studenten. Im selben Jahr wurde der Fonds zum Generalpartner des Ukrainischen Forums der Wohltäter bei der Veranstaltung des VI. Ukrainischen Photowettbewerbs „Die Wohltätigkeit durch das Prisma des Objektivs“. Nach Ergebnissen des Wettbewerbs erhielten die Sieger von dem Fonds sowohl Geld-, als auch Anerkennungspreise.
Seit 2015 arbeitet der Fonds der Familie Sahorij aktiv mit der Gesellschaftsorganisation „Ukrainischer Fonds ‚Zdorovie‘“ im Rahmen des Projektes „Ich kann das Leben retten!“ zusammen. Die Mission des Fonds im Rahmen des Projekts besteht darin, der Jugend die Erweisung der ersten medizinischen Hilfe, die die Ausdauer in akuten Lebenssituationen sowie die Hilfsbereitschaft beizubringen.
2016 schloss sich der Fonds der Familie Sahorij den Initiativen des Verlags „Rodowid“ an, indem er das Projekt „Kazimir Malewitsch. Kiewer Zeitperiode 1928-1930“, das die Geschichte der ukrainischen Kunst mit neuen einmaligen Seiten ergänzt.
Im Juni 2016 unterzeichnete der Fonds der Familie Zagoryi gemeinsam mit dem ukrainischen Zentrum für Kinderkardiologie und Herzchirurgie einen Vertrag über die Zusammenarbeit bei der Lieferung der Ausrüstung in die Abteilung für das Transfusionswesen. Die beschafften Kühl- und Gefrieranlagen werden es erlauben, Komponenten des Spenderbluts in größeren Volumina, die für die Herzoperationen notwendig sind, bei der Einhaltung der von entsprechenden instruktiven Dokumenten des Ministeriums für den Gesundheitsschutz der Ukraine festgelegten Aufbewahrungsfrist zu lagern.

## Familie
Hlib Sahorij ist in zweiter Ehe verheiratet und hat drei Kinder.

## Sport
Hlib Sahorij ist Vorstandsmitglied und ehrenamtlicher Präsident des Jiu-Jitsu-Verbandes der Ukraine.
Er war Rallye-Landesmeister der Ukraine. Zudem war er Steuermann von Wladimir Petrenko, dem Spitzenreiter der nationalen Rallyewertung in der Klasse Nr. 4.
Hlib Sahorij ist einer der wenigen ukrainischen Rallye-Navigatoren, die internationalen Besatzungen angehörten.
Die Besatzung Tschepik mit Sahorij wurde zu einer der ersten osteuropäischen Besatzungen, die 2007 am offiziellen internationalen Wettbewerb mit dem Rennauto der Kategorie Super 2000 teilgenommen hatten.
Hlib Sahorij war absoluter Landesmeister der Ukraine in der Wertung der Rallye-Navigatoren.

## Errungenschaften
Hlib Sahorij war im Jahr 2015 Teilnehmer des Forbes-Rankings der erfolgreichsten Familiengeschäfte der Ukraine (das Gesamteinkommen der familieneigenen Firmen im Jahr 2014 betrug 1,20 Milliarden UAH).